# Сант'Ана (Белуно)
Сант'Ана је насеље у Италији у округу Белуно, региону Венето.
Према процени из 2011. у насељу је живело 71 становника. Насеље се налази на надморској висини од 1072 м.